# Пашка вас
Пашка вас (словен. Paška vas) је насељено место у општини Шмартно об Паки, Савињска регија, Словенија.

## Историја
До територијалне реорганизације у Словенији било је у саставу старе општине Велење.

## Становништво
У попису становништва из 2011. године, Пашка вас је имало 225 становника.
| Број становника према пописима | Број становника према пописима | Број становника према пописима |
| ------------------------------ | ------------------------------ | ------------------------------ |
| 1991                           | 2002                           | 2011                           |
| 214                            | 204                            | 225                            |